# Domonkos Ferjancsik
Domonkos Ferjancsik (Budapest, 7 settembre 1975) è uno schermidore ungherese, vincitore di una medaglia d'oro, due d'argento e due di bronzo ai campionati mondiali di scherma.

## Palmarès
In carriera ha conseguito i seguenti risultati:
- Mondiali di scherma

Città del Capo 1997: bronzo nella sciabola a squadre.
La Chaux de Fonds 1998: oro nella sciabola a squadre.
Nimes 2001|: argento nella sciabola a squadre.
L'Avana 2003: argento nella sciabola a squadre e bronzo individuale.
- Europei di scherma

Coblenza 2001: bronzo nella sciabola a squadre.
Mosca 2002: bronzo nella sciabola a squadre.